# 1478
| 1478               |
| ------------------ |
| Dødsfald - Fødsler |
|                    |

| Gregoriansk kalender | 1478 MCDLXXVIII         |
| Ab urbe condita      | 2231                    |
| Armensk kalender     | 927 ԹՎ ՋԻԷ              |
| Kinesiske kalender   | 4174 – 4175 丁酉 – 戊戌 |
| Etiopisk kalender    | 1470 – 1471             |
| Jødisk kalender      | 5238 – 5239             |
| Hindukalendere       |                         |
| - Vikram Samvat      | 1533 – 1534             |
| - Shaka Samvat       | 1400 – 1401             |
| - Kali Yuga          | 4579 – 4580             |
| Iransk kalender      | 856 – 857               |
| Islamisk kalender    | 883 – 884               |

Konge i Danmark: Christian 1. 1448-1481
Se også 1478 (tal)

## Begivenheder
- Inkvisitionen bliver etableret i Spanien.

## Født
- 7. februar – Thomas More, forfatter (Utopia) og statsmand (død 1535).